# Мільштейн Натан Миронович
Натан Миронович Мільштейн (31 грудня 1903 (13 січня 1904), Одеса — 21 грудня 1992, Лондон) — український і американський скрипаль.

## Біографія
Натан Мільштейн народився в далекій від музики багатодітній сім'ї (його батько, Мирон Мільштейн, торгував вовняними тканинами в фірмі «Гурлянд і К»; мати, Марія Блюштейн, була домогосподаркою; в сім'ї було семеро дітей). Навчався грі на скрипці в школі Петра Столярського до 1914 року, потім навчався в Петроградської консерваторії у Леопольда Ауера. В 1920 році Мільштейн вперше виступив з концертом в Одесі, і в тому ж році виконав Скрипковий концерт Олександра Глазунова під керуванням автора. Протягом наступних п'яти років скрипаль удосконалював майстерність і виступав в СРСР, часто в одних концертах з Володимиром Горовицем, при цьому акомпанувала Мільштейну сестра Горовця, Регіна. У 1925 році Мільштейн і Горовиць виїхали на гастролі за кордон і прийняли рішення не повертатися на батьківщину. У ці роки музиканти подружилися з віолончелістом Григорієм П'ятигорським, також незадовго до цього емігрував з СРСР, і іноді виступали в тріо.
Незабаром Мільштейн влаштувався в Брюсселі, де його тепло прийняв Ежен Ізаї. Три роки згодом музикант вперше виступив у Нью-Йорку разом з філармонічним оркестром цього міста, його концерти мали великий успіх, і незабаром він перебрався до США, де і виступав протягом найближчих років. Після Другої світової війни, вже прийнявши громадянство США (1942), Мільштейн відновив концерти в Європі. У 1945 році одружився з Терезою Кауфман. Мільштейн продовжував концертувати і давати майстер-класи аж до 1988 року, коли зламав руку при падінні.

## Творчість
Мільштейн вважається одним з найбільших представників класичної російської скрипкової школи XX століття, і в той же час найменш «російським» серед них. Така думка склалася через чисто інтелектуальну манеру гри скрипаля. Мільштейн володів досконалою технікою виконання та хорошим почуттям форми і стилю. Використовуючи ретельно відпрацьовану техніку вібрато і часту зміну напрямку руху смичка, він досягав особливої, теплої і щирого звучання.
Мільштейн — автор ряду оригінальних творів для скрипки, у тому числі «Паганініани», написаної в 1954 році, каденцій до концертів Бетховена та інших композиторів. Спільно з С. Волковим написав книгу спогадів «З Росії на Захід» (опублікована в 1990 році у Нью-Йорку).
Виступаючи з провідними оркестрами та диригентами, Мільштейн давав численні концерти по всьому світу і зробив ряд записів творів Мендельсона, Бруха, Чайковського та інших композиторів. Багато записів скрипаля випущені на компакт-дисках. Найбільшу популярність йому принесли виконання музики для скрипки соло Йоганна Себастьяна Баха, за які він у 1975 році отримав премію «Греммі» за найкраще класичне виконання. Серед інших нагород Мільштейна — звання Офіцера Ордена Почесного легіону (1968).
Двоюрідний брат Н. М. Мільштейна — американський кінорежисер Льюїс Майлстоун.